# لعنة الطين (مسلسل)
  هو مسلسل سوري بث في عام 2010، يتناول أيام الثمانينيات في سورية، والفساد السياسي العارم الذي كان يواجهه المواطن السوري. تقع أحداث المسلسل في قرى اللاذقية ودمشق. وهو من كتابة سامر رضوان، وإخراج أحمد إبراهيم أحمد.

## القصة
يلقي المسلسل الضوء على عمليات الفساد والتهريب وندرة البضائع الأساسية في ظل الحصار الاقتصادي على سوريا في فترة الثمانينات من القرن العشرين وما نجم عن ذلك من مشكلات، ويتناول أيضاً حياة سكان القرى (الضيعة) وطلاب الجامعة. حيث يكون عامر ابن القرية بسيط جداً له حلم بأن يصبح مهندس. أما جواد الإنسان الفاشل الذي يصبح ضابط في جهاز الجمارك ويبدأ بابتزاز الناس ويجمع ثروة طائلة.

## طاقم العمل
شارك في المسلسل العديد من الممثلين:
- مكسيم خليل
- عبد المنعم عمايري
- كاريس بشار
- وائل شرف
- خالد تاجا
- سمر سامي
- رنا شميس
- فايز قزق
- نجاح سفكوني
- عبد الحكيم قطيفان
- فارس الحلو
- غادة بشور
- عبد الهادي صباغ
- طارق الصباغ
- قاسم ملحو
- روعة ياسين
- معن عبد الحق
- ريم عبد العزيز
- ربا المأمون
- قمر مرتضى
- باسل حيدر
- ضحى الدبس
- عاطف حوشان
- طارق مرعشلي
- هبة نور
- عايدة يوسف
- مي مرهج
- يوسف عساف
- أحمد الشيخ
- سامي نوفل
- عماد نجار
- علا باشا
- فايز أبو دان
- وسيم مجيد
- راندي الحلبي
- ميريانا معلولي